# Індустріальна (станція)
Індустріальна — тупикова вантажна залізнична станція на території промзони Харківського тракторного заводу в м. Харкові.